# 小行星1737
小行星1737（1737 Severny）是一颗围绕太阳公转的小行星。1966年10月13日，柳德米拉·切爾尼赫在克里米亚发现了此天体。
該小行星以俄羅斯天文學家安德烈·塞佛尼命名。
这颗小行星的绝对星等为224.44427等。